# Ernst Benedikt
Ernst Martin Benedikt, verksam under pseudonymerna Ernst Martin, Erich Major och Ernst Marliss, född 20 maj 1882 i Wien, död 28 december 1973, var en österrikisk-svensk jur. dr., författare, målare och  tecknare.
Han var son till chefredaktören Moritz Benedikt och Adele Krohn och från 1913 gift med Irma von Rosen. Martin arbetade som chefredaktör vid Wiener Neue Presse men tvingades 1939 att fly från Österrike, han bosatte sig då i Sverige. Här tog han upp tecknandet och började måla en fantasikonst som bär drag från Carl Hills och Ernst Josephsons sjukdomsverk  Separat ställde han ut på Louis Hahnes konsthandel i Stockholm 1946 och på Galerie Moderne 1956. Han medverkade i samlingsutställningen Från 5 nationer som visades på God konst i Göteborg 1945 och i utställningar arrangerade av Riksförbundet för bildande konst. Martin är representerad vid Moderna museet i Stockholm. Han medverkade med artiklar i Judisk tidskrift.